# Mandemakers Stadion
El Mandemakers Stadion es un estadio de usos múltiples ubicado en la ciudad de Waalwijk, Países Bajos. Actualmente se usa principalmente para partidos de fútbol. El estadio tiene capacidad para 7500 personas y fue construido en 1996. Aquí disputa el RKC Waalwijk sus partidos como local.
De 1940 a 1996, el RKC Waalwijk jugó en el antiguo Olympia Sportpark. Este estadio no era muy popular y fue apodado "Bike Shed" debido a su mal estado.
El último partido en el Sportpark fue el 5 de mayo de 1996 entre RKC Waalwijk y Fortuna Sittard (1-1). Luego comenzaron los trabajos en el nuevo "Olympia Sportpark" y después de solo cuatro meses estaba listo el nuevo estadio con 6200 asientos. Después de que se cerraron las esquinas del estadio, este alcanzó la capacidad actual de 7500 asientos.
El lugar continuó con el nombre de "Olympia Sportpark" hasta 1999, cuando el fabricante holandés de cocinas, sanitarios y muebles "Mandemakers Group" se convirtió en el patrocinador del estadio.

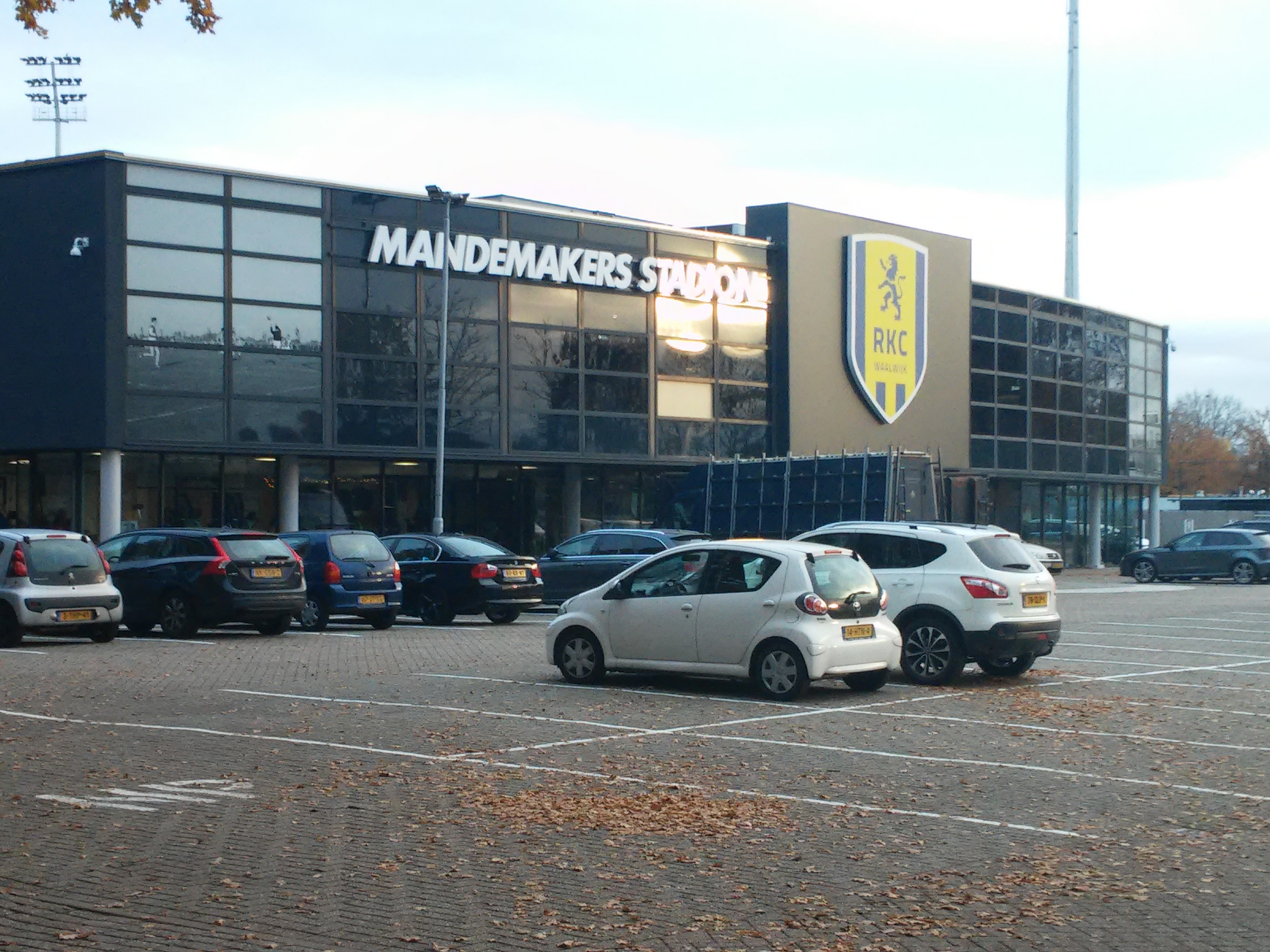